# Andreas Schleicher

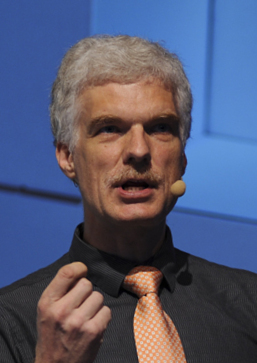
Andreas Schleicher (2013)

Andreas Schleicher (* 7. Juli 1964 in Hamburg) ist ein deutscher Statistiker und Bildungsforscher. Er ist bei der OECD Direktor des Direktorats für Bildung; zuvor leitete er in diesem Direktorat die Abteilung für Indikatoren und Analysen. Er ist einer breiteren Öffentlichkeit bekannt als Internationaler Koordinator des Program for International Student Assessment (PISA-Studien).

## Lebenslauf
Schleichers Grundschullehrer stufte ihn 1974 als „ungeeignet fürs Gymnasium“ ein. Sein Vater, ein Professor für Erziehungswissenschaften, sorgte dennoch für den Besuch einer höheren Schule des 10-Jährigen und schickte ihn auf die Waldorfschule in Hamburg-Wandsbek, die er nach eigenen Angaben mit einem Notendurchschnitt von 1,0 absolvierte.
In seinem letzten Schuljahr nahm er 1984 mit einer Spracherkennungs-Software an Jugend forscht teil und erhielt dafür einen Sonderpreis. Schleicher bezeichnete diese Erfahrungen als prägend.
Er studierte Physik mit Schwerpunkt „Methoden“ in Hamburg und absolvierte einen Aufbaustudiengang für Mathematik an der Deakin University, den er 1992 mit dem Master of Science abschloss. Dort arbeitete er auch an der TIMSS-Studie mit. Er lernte in Hamburg das Rüstzeug für die Vergleichende Pädagogik bei Torsten Husen, John Keeves und vor allem Neville Postlethwaite.
Von 1993 bis 1994 arbeitete er für die International Association for the Evaluation of Educational Achievement am Institut für Bildungsforschung in den Niederlanden. 1994 wechselte er als Projektmanager an das Centre for Educational Research and Innovation (CERI) der OECD nach Paris. Ab 1995 konzipierte er dort die PISA-Studien. 1997 stieg er zum stellvertretenden Leiter der Abteilung für Bildungsstatistiken und Indikatoren (Indicators and Analysis Division, Directorate for Education) auf. 2001 stellte er die in Deutschland viel beachtete erste PISA-Studie vor. Seit 2002 trägt er die Verantwortung für das PISA-Programm und ist an zahlreichen weiteren Bildungsprojekten beteiligt. Schleicher koordinierte in dieser Funktion auch die 2013 erschienene PIAAC-Studie.
Schleicher ist verheiratet und hat drei Kinder. Seine Ehefrau Maria Teresa Siniscalco ist ebenfalls Bildungsforscherin. Sie war unter anderem technische Leiterin von PISA 2003 in Italien.

## Lehre

### Kritik an Bildungsmythen
Im Buch Weltklasse: Schule für das 21. Jahrhundert (2019) zog er Bilanz, was er für den zentralen Ertrag seiner Forschungen hält. Dabei zeigt er, dass einige Bildungsmythen entlarvt werden können:
- Kinder aus armen Verhältnissen werden in der Schule stets schlechter abschneiden: Armut ist Schicksal – Schlechte Noten sozial benachteiligter Schüler sind durch geeignete Maßnahmen vermeidbar. Bei PISA 2012 erzielten die am stärksten benachteiligten 10 % der 15-Jährigen in Shanghai bessere Mathematikergebnisse als die am stärksten begünstigten 10 % in den Vereinigten Staaten. Zwischen 2006 und 2015 hat sich der Zusammenhang zwischen sozialem Hintergrund und Schülerleistungen in den USA stärker abgeschwächt als sonst wo: 2006 war unter den am stärksten benachteiligten 15-Jährigen in den Vereinigten Staaten nur jeder Fünfte in der Lage, in Naturwissenschaften zur Spitzengruppe zu gehören – 2015 jeder Dritte.

- Migranten senken das Leistungsniveau der Schulen – Kinder arabischsprachiger Migranten, die in die Niederlande gegangen sind, erzielen in Naturwissenschaften 77 Punkte mehr als Schüler aus denselben Ländern, die in Katar leben, und dies auch nach Bereinigung um sozioökonomische Unterschiede. Sie erzielen auch 56 Punkte mehr als ihre Altersgenossen aus denselben Ländern, die nach Dänemark gezogen sind. Der Leistungsabstand zwischen Schülern mit und ohne Migrationshintergrund verringerte sich im OECD-Durchschnitt zwischen 2006 und 2015, besonders auffällig in Belgien, Italien, Portugal, der Schweiz und Spanien. In Portugal z. B. verbesserten sich die Leistungen der Schüler mit Migrationshintergrund in Naturwissenschaften in diesem Zeitraum um 64 Punkte, während die Leistungen ihrer Altersgenossen ohne Migrationshintergrund nur um 25 Punkte stiegen.

- Bildungserfolg ist eine Frage der Bildungsausgaben – 15-jährige Schüler in Ungarn, wo je Schüler 47 000 USD aufgewendet werden, schneiden genauso gut ab wie Schüler in Luxemburg, wo mehr als 187000 USD je Schüler bereitstehen, auch nach Bereinigung um Unterschiede bei den Kaufkraftparitäten.

- Kleinere Klassen bedeuten bessere Leistungen – Kleinere Klassen können Mittel binden, die dann an anderer Stelle fehlen – z. B. für höhere Gehälter, um bessere Lehrkräfte zu bezahlen. Die Bildungssysteme, die in PISA am besten abschneiden, geben der Qualität der Lehrkräfte in der Regel Vorrang vor der Klassengröße.

- Wer mehr Zeit mit Lernen verbringt, erzielt bessere Ergebnisse – Es kommt stark darauf an, wie effektiv die Zeit genutzt wird. In Tunesien werden 30 Wochenstunden mit schulischem und 27 Wochenstunden mit außerschulischem Lernen genau wie in den chinesischen Städten und Regionen Peking, Shanghai, Jiangsu und Guangdong verbracht. Die chinesischen Schüler kommen in Naturwissenschaften im Durchschnitt auf 531 Punkte, Tunesien nur auf 367 Punkte.

- Bildungserfolg ist eine Frage der Begabung – In Singapur waren die Schüler überzeugt, dass sie in der Schule Erfolg haben können, wenn sie sich richtig anstrengen, und vertrauten auf die Hilfe ihrer Lehrkräfte. Diese Schülerüberzeugung, gute Leistungen seien primär das Ergebnis harter Arbeit und nicht etwa angeborener Intelligenz, zeigt den starken Einfluss der Bildungssysteme auf die Einstellungen der Schüler zu Schule und Erfolg. In den meisten Ländern, in denen die Schüler vom Wert harter Arbeit für den schulischen Erfolg überzeugt sind, erfüllen praktisch alle Schüler durchgehend hohe Leistungsstandards.

- Manche Länder schneiden einfach aufgrund ihrer Kultur besser ab – Konfuzianisch geprägte Länder sind dafür bekannt, Bildung und schulischen Leistungen einen hohen Wert beizumessen. Jedoch schneiden nicht alle Länder mit konfuzianischer Tradition in PISA gut ab. Andere sehr leistungsstarke Länder in PISA, wie Finnland und Kanada, zeigen, dass der Bildung auch anderswo ein hoher Stellenwert eingeräumt wird. Völlig unterschiedliche Länder konnten die Durchschnittsergebnisse in Naturwissenschaften zwischen 2006 und 2015 deutlich verbessern: Israel, Katar, Kolumbien, Macau (China), Portugal und Rumänien.

- Nur erstklassige Hochschulabsolventen sollten Lehrer werden – Die Lehrkräfte der meisten Länder verfügen über ähnliche Kompetenzen wie der Durchschnitt aller Absolventen des tertiären Bildungsbereichs. Wenige Ausnahmen zeigen Finnland und Japan, wo sie durchschnittlich über bessere alltagsmathematische Kompetenzen als der Durchschnitt der Tertiärabsolventen zeigen, während in Dänemark, Estland, Schweden, der Slowakischen Republik und der Tschechischen Republik das Gegenteil zutrifft.

- Durch eine Aufteilung der Schüler nach Befähigung kann das Leistungsniveau gesteigert werden – Keines der Länder, das die Schüler entsprechend ihren Fähigkeiten auf unterschiedliche Schultypen oder -zweige verteilt oder durch Klassenwiederholungen lenkt, gehört zu den leistungsstärksten Bildungssystemen bzw. den Systemen mit dem höchsten Anteil an besonders leistungsstarken Schülern. Am besten schneiden die Bildungssysteme ab, die allen Schülern gleiche Lernmöglichkeiten bieten.

### Kritik am deutschen Bildungssystem
Schleicher gilt als scharfer Kritiker des deutschen Bildungssystems. Seine Kritikpunkte umfassen dabei u. a. die frühe Selektion von Schülern bei hoher Homogenität und geringer Durchlässigkeit zwischen den Schularten in höheren Klassenstufen. Auch kritisierte er wiederholt die gering ausgeprägte Fähigkeit zum Wissenstransfer und den Zusammenhang zwischen sozialer Herkunft und Bildungserfolg. Die deutschen Reformbemühungen bezeichnete er zudem wiederholt als zu langsam und unzureichend.

## Kritik an Schleicher

### Deutschland
Auch an Schleicher selbst wird harte Kritik geübt. Man wirft ihm vor, in seinen Analysen einseitig und vereinfachend vorzugehen, ohne auf die Eigenheiten des deutschen Bildungssystems einzugehen. Bayerns Kultusminister Siegfried Schneider (CSU) warf Schleicher u. a. vor, bei seiner „gebetsmühlenhaft wiederholten und einseitigen Forderung“ nach mehr Abiturienten und Hochschulabsolventen den Stellenwert der beruflichen Bildung in Deutschland vollkommen zu ignorieren, obwohl in Deutschland im OECD-Vergleich eine weit über dem Durchschnitt liegende Zahl der 25- bis 64-Jährigen über einen Abschluss im Sekundarbereich II verfüge. Hierbei erwog man sogar, aus der OECD auszutreten, sollte Schleicher nicht zurücktreten.
Nach dem vorzeitigen Bekanntwerden der Ergebnisse der 2. PISA-Studie im November 2007 erhoben abermals Kultusminister der CDU/CSU-regierten deutschen Bundesländer Forderungen nach einem Rücktritt Schleichers. Dieser habe sich bei der Kommentierung des Abschneidens der deutschen Schüler nicht an die Sperrfrist gehalten. Die OECD stellte sich daraufhin demonstrativ hinter den Bildungsforscher. Schleicher hatte in Interviews eine Verbesserung Deutschlands mit Hinweis auf die Nichtvergleichbarkeit der beiden PISA-Studien bestritten.
Wolfram Meyerhöfer sagt: „Standardisierte Tests entprofessionalisieren die Lehrerschaft. Sie müssen die Schüler auf die Tests hin trimmen, statt mit ihnen das Spannungsfeld der Bildung von Autonomie auszuloten […] Ich möchte, dass der Job von Herrn Schleicher abgeschafft wird, da bitte ich ihn doch nicht per Brief, Pisa bildungsnäher zu gestalten. Diese Tests gehören abgeschafft.“

### USA
Im Mai 2014 verfassten zwei amerikanische Professoren einen offenen Brief an Andreas Schleicher, der von mehr als 130 Menschen erstunterzeichnet wurde. Darin wird unter anderem die Fokussierung auf die Arbeitsmarktbefähigung von Schülern kritisiert, hinter welcher andere wesentliche Ziele der schulischen Bildung zurückbleiben würden. Daneben kritisierte man unter anderem die Testfrequenz, die ständige Beurteilung von Schulen in Form verschiedener Rangfolgen sowie die mangelnde Belastbarkeit der PISA-Tests. Die Gesellschaft für Bildung und Wissen fertigte eine autorisierte Übersetzung des Briefes an, die wie das Original als Petition ausliegt.

## Ehrungen und Auszeichnungen
Für seine Master-Arbeit erhielt Schleicher 1993 den Bruce-Choppin-Preis. Es folgten weitere Auszeichnungen. Im April 2003 erhielt er vor dem Hintergrund der breiten Diskussion über die PISA-Studie den Theodor-Heuss-Preis für „beispielhaftes demokratisches Engagement“.
2006 ernannte ihn die Universität Heidelberg zum Honorarprofessor an der Fakultät für Verhaltens- und Empirische Kulturwissenschaften.